# Rothesay

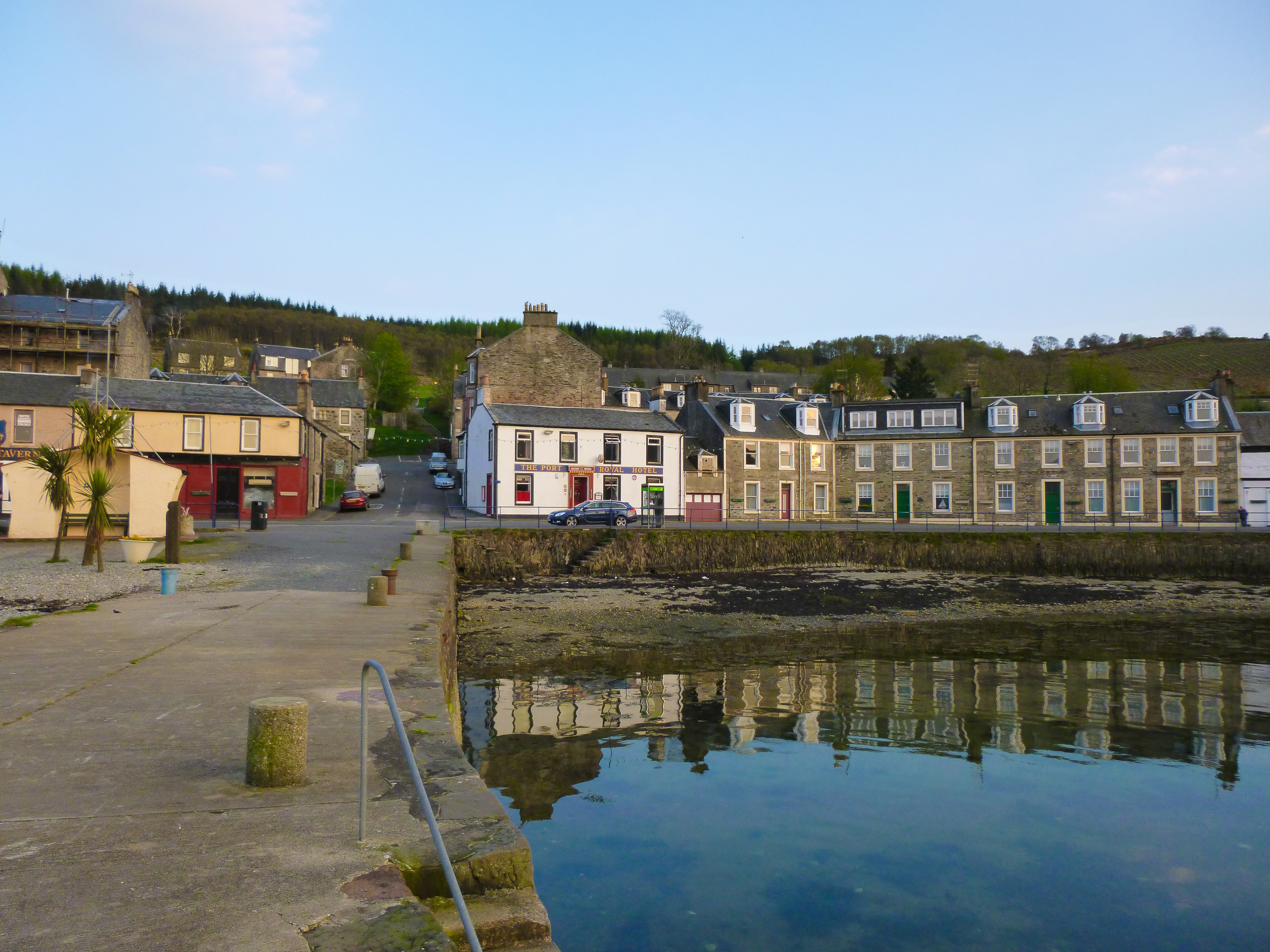
Il porticciolo di Rothesay

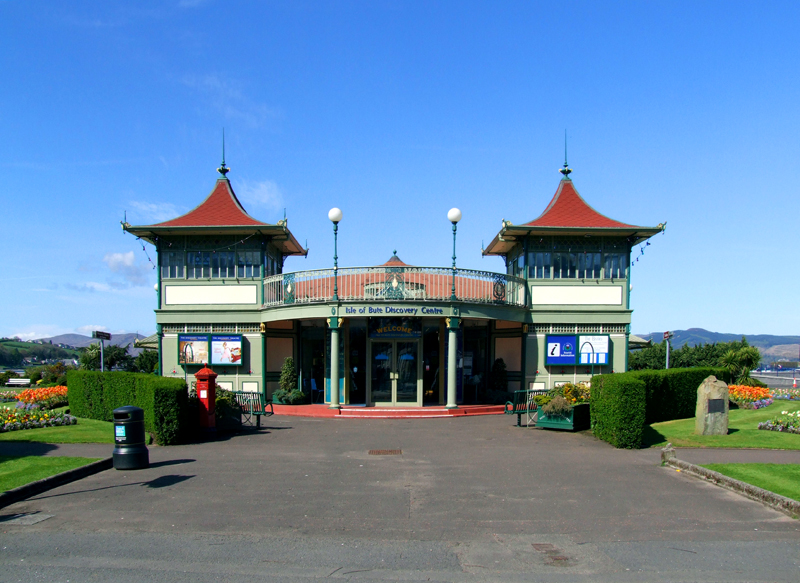
Ingresso ai Rothesay Winter Gardens

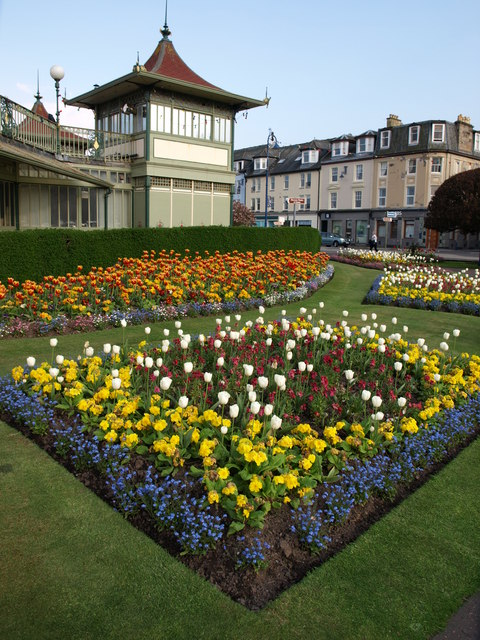
I Rothesay Winter Gardens

Rothesay (in gaelico scozzese: Baile Bhòid) è una località balneare (e anticamente un burgh) della Scozia sud-occidentale, facente parte dell'area amministrativa dell'Argyll e Bute (contea tradizionale: Buteshire) e situata nell'isola di Bute, di cui costituisce il centro principale. Conta una popolazione di circa 4.600 abitanti.

## Geografia fisica

### Collocazione
Rothesay si trova lungo la costa sud-orientale dell'isola di Bute e si affaccia sulla baia di Rothesay (Firth of Clyde).

## Società

### Evoluzione demografica
Al censimento del 2011, Rothesay contava una popolazione pari a 4.637 abitanti.
La località ha conosciuto decremento demografico rispetto al 2011, quando contava 5.106 abitanti e al 1991, quando ne contava 5.191.

## Storia
Nel corso del XIX secolo, aumentò in numero di traghetti in grado di raggiungere Rothesay. Conseguenza fu un aumento dei viaggi verso Rothesay da parte degli abitanti di Glasgow e la costruzione di numerosi alberghi nella località.
Nel 1913, il numero di traghetti che garantivano collegamenti per e da Rothesay era salito a 100.
Nel 1954, la località fu raggiunta anche dal primo traghetto in grado di trasportare automobili, l'MV Cowal.
In seguito, la popolarità di Rothesay, così come dell'isola di Bute, come meta turistica per gli scozzesi conobbe un periodo di declino, prima di rifiorire nuovamente negli anni novanta.

### Duca di Rothesay
L'erede della corona britannica porta in Scozia il titolo di duca di Rothesay, ma, al contrario del suo equivalente inglese di duca di Cornovaglia, ad esso non è legato è un ducato. Il principale proprietario terriero dell'isola è il Marchese di Bute.

## Monumenti e luoghi d'interesse
Rothesay si presenta come una località balneare in cui prevale l'architettura vittoriana.

### Castello di Rothesay
Tra i principali edifici di Rothesay, figura il castello, che fu costruito agli inizi del XIII secolo e che fu residenza di molti re scozzesi..
|  |

### Chiesa di Santa Maria
Poco fuori dal centro cittadino, si trova poi la Chiesa di Santa Maria, risalente al XIV secolo..

### Rothesay Winter Gardens e Isle of Bute Discovery Center
Altro luogo d'interesse è l'Isle of Bute Discovery Centre, una struttura realizzata nel 1924 all'interno dei Rothesay Winter Gardens e che comprende un teatro, un cinema, ecc..

### Altri luoghi d'interesse
- Victorian Toilets[1]